# Cullen Bunn
Cullen Bunn (Cape Fear, 1971) è un fumettista statunitense. Debutta nel fumetto indipendente grazie alla Oni Press, dove si mette in evidenza grazie ad opere che mescolano vari generi, dal noir all'horror, al Western. Le prime ad essere pubblicate sono The Damned, The Sixth Gun e la graphic novel The Tooth. L'attenzione suscita dalle sue produzioni indipendenti lo porta ad essere ingaggiato dalle Big-Two (Marvel Comics e DC Comics) e riesce a realizzare il suo sogno di lavorare a tempo pieno come scrittore di fumetti (dal 2011). Ha inoltre la possibilità di cimentarsi su fumetti ispirati a franchise di successo e molto popolari quali Godzilla, Star Wars, Army of Darkness (dalla trilogia di Evil Dead di Sam Raimi), Conan il barbaro.
Non abbandona però la sua vocazione di realizzare opere originali a fumetti, o creator-owned comic, di cui detiene i diritti e la proprietà intellettuale. Per questo dal 2021 rinuncia a qualsiasi contratto in esclusiva, incluso un vantaggioso e remunerativo accordo con la DC Comics. Questo atteggiamento lo ha portato a collaborare nel corso della sua carriera con diverse case editrici indipendenti quali Boom!Studios, Dark Horse Comics, Image Comics, Aftershock Comics, Dynamite, Vault Comics, IDW Publishing, Valiant Comics ed altre. Oltre all'attività di scrittore di fumetti si dedica anche ad opere in prosa quali brevi racconti e romanzi. Nel 2020 annuncia il lancio della linea Pulp Monsters composta da romanzi in prosa e racconti brevi per narrare storie di genere fantasy, fantascienza e horror.

## Biografia
(Cullen Bunn, nel 2014.)

### Formazione ed esordi da scrittore
Nato e cresciuto in Carolina del Nord dichiara tramite il suo sito ufficiale di aver svolto diversi lavori (alcuni molti bizzarri) prima di arrivare a mantenersi come scrittore. Tra questi cita: specialista di autopsie sugli alieni, clown da rodeo, mananger di wrestler professionisti, consulente di carriera, direttore di marketing. Si vanta particolarmente di essere stato il più giovane ipnotista ad essersi esibito su un palco. Le tecniche dell'ipnosi le ha imparate dal padre che pare lo facesse come professione. Si esibiva sia su piccoli palchi nelle fiere di provincia sia in sessioni private per particolari casi. Bunn ha imparato dal genitore che la realtà percepita è puramente illusoria, è di fatto un costrutto della mente alterabile sia dall'esterno sia dallo stesso soggetto in determinate condizioni e con particolari metodologie. Riporta tra i tanti esempi, quelle persone sotto ipnosi a cui veniva indotto credere che stavano bevendo una pepsi ma in realtà era latte, al gusto però sentivano il sapore della popolare bibita. L'aspetto che più lo ha inquietato (e ha pure influenzato alcune sue opere) è stato quello della regressione ipnotica tramite la quale suo padre (in privato) portava le persone a rivivere ricordi di vite passate. Buun non è sicuro ancora oggi che si tratti di qualcosa di credibile o scientifico ma l'eco di quanto ha sentito riverbera in alcune sue storie e particolarmente nella serie Regression, dove affronta direttamente l'argomento in tinte macabre. Bunn si appassiona inoltre particolarmente al wrestling e (ovviamente) alla narrativa di genere horror. La passione per i combattimenti/show di lotta libera americana pare l'abbia presa della madre e racconta un aneddoto nel quale mentre il genitore assiste ad un incontro in dolce attesa, ha improvvisamente le doglie e deve partorire. Il piccolo nascituro è Cullen e l'incontro si teneva al Newton Grove High School tra il celebre Ivan Koloff (l'Orso Russo divenuto campione del mondo WWE proprio quell'anno) e il nativo americano Chief Wahoo McDaniel. Il desiderio di scrivere racconti noir e horror è qualcosa di viscerale che lo accompagna già dall'adolescenza. Nella prima metà degli anni novanta ricorda che, durante la visita ad una Fiera medievale comprò uno strano taccuino dal nome Book of Shadows. La bancarella della veggente dalla quale lo aveva acquistato gli disse che quello era una replica di un Grimorio per le annotazioni personali dei maghi e delle streghe. Qui è dove elencavano i loro incantesimi, rituali e oscuri segreti. Gli giurò che qualsiasi idea vi avesse scritto, si sarebbe avverata. Il giovane Cullen gli credette anche perché sentiva una strana energia provenire da quel libriccino di pagine bianche che poi lui ha riempito con idee e intuizioni su possibili storie che avrebbe voluto scrivere. A distanza di decenni quelle prime bozze di storie si riveleranno una miniera di idee per l'autore, anche se come punto di partenza vi erano solo considerazioni o trame di poche righe. Per questo Cullen sostiene che «credere che vi sia qualcosa di magico (nella nostra vita) non può far male». Dopo una gavetta iniziale passata a scrivere opere di saggistica e narrativa su svariate riviste ed antologie, fonda una sua piccola casa editrice denominata Undaunted Press. Per questa pubblica la rivista di racconti horror: Whispers from the Shattered Forum. Grazie alle storie da lui scritte e pubblicate afferma di aver vinto per 4 volte consecutive l'oscuro premio World Horror Convention Gross-Out Contest, ma non è sicuro che si tratti di un riconoscimento di cui vale la pena vantarsi. Contribuisce anche al dominio online Ominous Landing, in particolare con la novella Countless Haints. Bunn frequenta la Missouri State University e il suo sogno sarebbe quello di arrivare a poter vivere scrivendo. L'occasione di realizzare il suo obiettivo si manifesta ben oltre i trent'anni quando intravede le possibilità offerte dal mondo dei comic statunitensi.

### Debutto nel campo del fumetto (2007-2010)
Bunn esordisce nel mondo del fumetto con alcune miniserie creator-owned per la Oni Press, la prima delle quali è The Damned coadiuvato ai disegni da Brian Hurtt. I due si conoscono da tempo e si sono incontrati in una fumetteria riproponendosi di arrivare a creare e pubblicare un loro fumetto, il progetto si materializza in The Damned. In questo sua prima storia a fumetti Bunn mescola i due generi che più lo appassionano, il noir e l'horror. La storia è infatti ambientata durante il Proibizionismo ma dietro i cartelli criminali e le loro gang, si nascondono interessi occulti, gestiti da demoni che vogliono predare le anime dei mortali. Lo stesso protagonista è un investigatore (deceduto) che viene resuscitato dalla fossa per trovare un contabile al soldo degli infernali clan malavitosi. Parte della critica definisce questo debutto del duo Bunn-Hurtt come un "incrocio tra Hellblazer e Gli Intoccabili".  A questa prima opera segue la serie regolare The Sixth Gun destinata ad essere una delle più longeve e di successo per la Oni Press. Come per la precedente, si assiste ad un mix di generi che fondono in questo caso un'ambientazione western a elementi fantasy e fantascientifici. Anche quest'opera (definita fantawestern viene realizzata insieme a Hurtt e le collaborazioni tra i due saranno frequenti durante la carriera dell'autore. La serie conta 50 albi e diverse miniserie spin-off e sequel arrivando a costruire un universo narrativo, creando un interesse che porta a Bunn l'attenzione dei lettori e degli editor delle Big-Two (Marvel e DC).

### Anni duemila e dieci (2010-2019)

Copertina del volume "Deadpool uccide l'Universo Marvel" (seconda ristampa), disegnata da Kaare Kyle Andrews. Edizione italiana © 2017 Panini Comics S.p.A.

I contratti stipulati dopo il 2010 (sia con le major sia con altri editori indipendenti) gli permettono, a partire dal 2011, di potersi dedicare esclusivamente all'attività di scrittore (full-time writer), obbiettivo inseguito da diversi anni. Il primo grande successo commerciale arriva già nel 2012 con la miniserie Deadpool Kills the Marvel Universe, provando di essere uno scrittore affidabile anche per storie dirette a una grande platea di lettori. Rimane inevitabilmente legato al personaggio di Deadpool per il quale (tra il 2012 e il 2013) realizza la trilogia Deadpool Killogy, di cui fa parte Deadpoll Kills the Marvel Universe e a cui seguono Deadpool Killustrated (in cui stermina alcuni famosi personaggi della letteratura) e Deadpool Kills Deadpool (dove uccide versioni alternative di se stesso), a queste seguiranno diverse altre limited-series e (nel 2017) un sequel della Deadpool Killogy dal titolo Deadpool Kills the Marvel Universe Again. La Marvel Comics gli affida diverse altre pubblicazioni e tra queste vi è l'importante incarico di lanciare una nuova serie sul principale gruppo dei mutanti, si tratta del titolo X-Men:Blue, che vede come protagonisti gli originali fondatori del team catapultati avanti nel tempo e ritrovandosi nel Marvel Universe attuale. Bunn deve quindi cercare di ricatturare le caratteristiche iniziali dei personaggi creati da Stan Lee e Jack Kirby nei primi anni sessanta ma aggiornandoli e inserendoli nella continuity mutante del 2017. Il gruppo è quindi formato da Jean Grey (messa come team leader), Ciclope, Bestia, Uomo di Ghiaccio, Angelo e (per dare nuovo interesse)  il ruolo di loro mentore viene assunto dall'ex-nemesi Magneto. Bunn riesce a gestire le file delle trame e imbastisce un insieme di story-arc che lo mantengono alle redini della serie per tutto il suo corso di 36 albi. La scelta di Magneto come nuovo mentore al posto di Xavier non una dovuta solamente alla volontà di ribaltare i ruoli classici ma Bunn considera il padrone del magnetismo come uno dei più interessanti personaggi dell'universo mutante.

La serie di "Magneto", realizzata tra il 2014 e il 2015, è una delle opere Marvel di cui l'autore è più orgoglioso. Copertina della raccolta "Magneto 1: Famigerato". Disegno di Paulo Manuel Rivera. Edizione italiana © 2018 Panini S.p.A.

Nel 2014 si assume infatti il compito di scrivere la prima serie nella storia della Marvel intitolata a Magneto (l'opera Marvel di cui si sente più orgoglioso). L'inaspettato successo dell'albo porta il titolo a contare 21 albi (fino a ottobre 2015). Da notare che tra gli editor della serie vi è Mike Marts, destinato a divenire editor-in-chief della casa editrice indipendente Aftershock Comics. La stima e l'amicizia che si crea tra l'autore e Marts porta i due a collaborare frequentemente negli anni successivi (per la Aftershock).  Tra le altre opere Marvel da citare vi sono: Fear Itself: The Fearless, Spider-Man: Season One, Venom, Captain America, Wolverine, Fearless Defenders, House of M e Uncanny X-Men, oltre alle (già citate) numerose miniserie dedicate al personaggio di Deadpool (i tre capitoli della Deadpool Killogy, La Notte dei Deadpool Viventi, Le Guerre Segrete di Deadpool e altre). Per la DC Comics ha scritto Sinestro, Lobo, Aquaman, Green Lantern: The Lost Army e Trinity.
Nella decade tra il 2010 e il 2019, Bunn dichiara di essersi formato come autore completo. Nel lavorare per diversi tipi case editrici, dalle major Marvel e DC alle indie quali Oni Press, Dark Horse, Image e altre, è riuscito a cimentarsi su una vasta tipologia di personaggi e di generi. Afferma: «Ho lavorato (anche) su dozzine di titoli, aventi come protagonisti personaggi che spaziano da Cheryl Blossom (degli Archie Comics) agli Uncanny X-Men (dell'Universo Mutante Marvel). (Ora) scrivo per ogni tipo di genere ma inevitabilmente ritorno sempre nel mondo dell'horror». I titoli di cui è più orgoglioso per il decennio duemiladieci sono The Sixth Gun e Harrow Country, due serie regolari indipendenti e creator owned che è riuscito a portare alla naturale conclusione (rispettivamente con il n.50 e il n.32). Impresa ardua in un mercato indipendente così competitivo e spesso saturo di proposte. Per quanto riguarda la Marvel elogia il suo run su Magneto e l'impressionante successo della limited-series Deadpool kill the Marvel Universe. Alla DC si ritiene soddisfatto per il compito svolto sulla seconda serie di Sinestro (nemesi storica di Green Lantern). Ma Bunn rimane inevitabilmente legato al genere horror e al fumetto indipendente, trovando sempre nuove idee per sviluppare opere originali di cui lui stesso è il creatore e gestore dei diritti. Per questo considera Regression e Bone Parish come le degne eredi di quella poetica narrativa manifestatasi nella sua produzione iniziale. Per sottolinearlo la Diamond Comic Distributors, il più grande distributore di fumetti per il mercato statunitense (e anglofono), lo ha intervistato e segnalato sul magazine ufficiale Previews all'interno della rubrica Indie Edge (nel n.378 del marzo 2020). Si tratta di una sezione della rivista che propone i più importanti autori del panorama indipendente dei comic a stelle e strisce. Tra gli scrittori di fumetti a lui coetanei, Bunn afferma di seguire particolarmente le opere indipendenti del fumettista canadese Jeff Lemire e di Jason Aaron, divenuto celebre per un memorabile ciclo di storie sulla serie di Thor.

Copertina della raccolta "Dark Ark Volume 1: Quaranta Notti" (Red edition). Disegno di Juan Doe. Edizione italiana © 2021 Edizioni BD srl

Di Aaron apprezza però le opere creator-owned e indipendenti quali Sea of Stars e Southern Bastards (per Image Comics). Come quest'ultimo anche a Bunn piace rielaborare i miti e leggende del passato e ci sono due opere che creano un parallelismo inevitabile tra i due autori. Si tratta di The Goddamned: Before the Flood (del 2016) di Aaron e Dark Ark (del 2017) di Bunn. In entrambe si riprende la storia biblica del Diluvio universale per rielaborarne gli elementi in chiave grottesca e distorta ma senza contraddire il contesto in cui sono inseriti gli elementi di questo mito che ha contaminato diverse civiltà. Nel caso di Goddamned il protagonista è un immortale Caino che vaga in cerca della morte finché non si imbatte in una tribù violenta e primitiva guidata da un sanguinario Noè. Questi è in cerca di schiavi per realizzare la sua Arca pensando di essere un prescelto in vista dell'imminente catastrofe. Nel caso di Bunn, il Diluvio è un pretesto per raccontarci una storia cancellata dai testi sacri, ovvero quella dell'Arca Oscura. La nave voluta dal Signore degli Inferi per mettere in salvo le creature demoniache, i vampiri, i draghi e altri mostri immondi. Il prescelto per questo compito è lo stregone di arti occulte chiamato Shrae. Il successo ottenuto dalla serie Dark Ark (durata 15 albi) garantisce a Bunn un'opera sequel dal titolo After the Flood (ovvero "dopo il Diluvio") e la fiducia della casa editrice Aftershock che gli permette di realizzare quei progetti che come sostiene lo stesso autore: «Nessuno sarebbe così folle da approvare».
Bunn non ha mai abbandonato la sua volontà di portare avanti anche una carriera di scrittore di romanzi in prosa. Nel 2017 ha provato a lanciare una campagna di raccolta su Patreon per poter arrivare alla pubblicazione o serializzazione del suo romanzo Shadowcage. L'autore afferma che poter scrivere per un racconto in prosa non pone certe limitazioni, inevitabili nel momento in cui realizzi uno script che deve essere trasposto in tavole a fumetti (quindi disegnate e suddivise in vignette) e il cui numero può essere limitato e/o scandito dal formato. Ancor maggiori limiti si hanno ovviamente nella stesura di una sceneggiatura per il cinema o la televisione. Scrivere storie in prosa lo aiuta però nel rendere più efficaci le descrizioni dei personaggi e le atmosfere che vuole trasmettere agli editor e agli artisti con cui lavora nel mondo dei comic. Tra le due sfere creative vi è un connubio che alimenta le sue capacità creative e da scrittore.

### Gli anni duemila e venti (dal 2020)
Gli anni duemila e venti iniziano con una decisione difficile per l'autore ma che dimostrano la sua vocazione di autore indipendente e il rispetto per gli artisti con cui collabora. Difatti il 14 marzo 2021 annuncia di aver rifiutato un remunerativo contratto in esclusiva con la DC Comics per non dover rinunciare ai suoi progetti creator-owned. Da notare che il 2021 è l'anno in cui Bunn celebra il suo primo decennale da scrittore a tempo pieno (o full-time writer), impegnato prevalentemente come fumettista ma attivo anche come autore di romanzi, racconti e contenuti per mondo dell'intrattenimento. Nel 2001, proprio grazie ad accordi con la Marvel e DC aveva raggiunto il suo sogno di diventare un scrittore professionista, quindi di aver raggiunto l'indipendenza economica adoperandosi nella sua grande passione di creare storie. Ora, dopo un decennio, si sente pronto per avere anche una piena indipendenza creativa, questo grazie alle sue opere per il mercato indipendente e per le concessioni dei diritti per l'adattamento in altri media delle sue creazioni fumettistiche. A rafforzare questa sua presa di posizione vi è anche la tutela di quegli artisti/creatori che stanno collaborando con lui da oltre un anno per sviluppare nuove opere a fumetti di prossima pubblicazione, tra cui Basilisk (con Jonas Scharf), Parasomnia (con Andrea Mutti) e The Last Book You'll Evere Read (con Leila Leiz). Bisogna sottolineare che, trattandosi di fumetti pubblicati per case editrici indipendenti, gli scrittori e disegnatori (solitamente) non hanno anticipi sullo svolgimento del lavoro ma ottengono i pagamenti una volta che il loro fumetto viene distribuito e l'editore è rientrato dei costi di pubblicazione, a cui spesso si può aggiungere una piccola percentuale dei ricavi. D'altra parte Bunn non ci tiene a diventare il prossimo Geoff Johns della DC, autore fondamentale durante la presidenza Nelson (dal 2009) e poi liquidato dalla nuova dirigenza della WarnerMedia, rappresentata dalla Presidente Lifford, in carica dal 2018. Il nuovo management ha iniziato una serie di licenziamenti che hanno anche colpito lo storico editor-publisher e vice-presdinte Dan DiDio e il Redattore Capo Bob Harras. L'offerta del contratto in esclusiva a Cullen Bunn si muove nella direzione opposta a quella adottata dalla DC dopo il 2018, visto che da poco non è stato rinnovato l'accordo in esclusiva a diversi autori e editor tra cui lo scrittore top-seller Brian Michael Bendis. Questi è reduce da un ciclo di storie su Superman, dalla fondazione dell'imprint Wonder Comics ed aveva legato alla DC la distribuzione dei titoli del catalogo Jinxworld (l'imprint dei suoi titoli creator-owned). In quest'ottica l'offerta fatta a Bunn dimostra le quotazioni e la stima che i grandi editori hanno per l'autore. Nonostante il periodo di incertezza, dovuto anche ai nuovi contratti tra casa editrici e distributori, l'autore ha piena fiducia nei suoi progetti per il mercato indipendente ed è inoltre fortemente intenzionato a portare avanti anche il suo ruolo di romanziere con un'opera ambiziosa e di vasto respiro. A fine 2020 annuncia infatti la distribuzione (inizialmente tramite Kindle) del romanzo Raze: Mother,Maiden,Crone, opera creata con Shawn Lee, la novel inserisce nel genere Dark Fantasy. La storia segue le avventure di Siris e Kast in un mondo fantasy sull'orlo dell'Apocalisse. In prospettiva Bunn vuole che la novel sia il punto di partenza per un nuovo universo narrativo che si andrà a formare con racconti e romanzi successivi. Inoltre serve da lancio per una nuova linea editoriale denominata Pulp Monsters la quale propone brevi storie e racconti e per cui Bunn ha già sviluppato diverse bozze e "short-story" complete o in sviluppo.
Le scelte compiute da Bunn danno i frutti sperati, la serie Basilisk creata insieme all'artista Jonas Scharf per Boom!Studios (distribuita dal 2 giugno 2021) stabilisce il record assoluto (di Bunn) per il numero di albi pre-ordinati riguardanti una sua serie. In prospettiva supera le vendite di opere quali The Sixth Gun e Harrow County. Il rapporto con la casa editrice indipendente è iniziato nel 2014 con The Empty Man e il duo Bunn-Scharf ha già realizzato la serie horror Bone Parish sempre per Boom!Studios. Il successo di Basilisk porta l'autore ad essere un top-seller del mercato indipendente ed entra a far parte del nuovo line-up di scrittori e/o artisti che stanno premiando le politiche dei Boom!Studios, reduci dal successo di opere quali Something Is Killing the Children (di James Tynion IV), Once and Future (di Kieron Gillen), le opere creator-owned di Grant Morrison quali Klaus e Proctor Valley Road, e altre ancora. L'importanza e il credito acquisito da Bunn presso il mercato indipendente e i Boom!Studios in particolare lo porta ad essere scelto come lo scrittore di una delle miniserie-evento della casa editrice per il 2022. Si tratta dell'ambizioso cross-over tra due dei più importanti franchise del mercato indipendente, ovvero i Mighty Morphin Power Rangers (pubblicati dalla Boom!Studios su concessione della Hasbro) e Godzilla (pubblicato dalla IDW Publishing su concessione della Toho International Inc.). L'opera viene distribuita a partire da marzo 2022 e vede ai disegni Fred Williams II, artista che si è cimentato con franchise-crossover quali le tre miniserie Batman/Teenage Mutant Ninja Turtles (DC Comics/IDW Publishing) e He-Man/Thunderbirds (DC Comics). Bunn si dice onorato di essere stato scelto per questo cross-over-evento in quanto è sempre stato affascinato dai Kaiju giapponesi e dalle storie di mostri giganti, di fatti ha già realizzato fumetti su Godzilla (per IDW) e per la Marvel ha contribuito a creare una serie quale Monster Unleashed dove i protagonisti sono un team di mostri (tipo kaiju) e robot meccanici che vogliono imitare le gesta eroiche dei super-eroi. Un'altra versione sul tema l'aveva data nella miniserie Terrible Lizzard per la Oni Press dove i protagonisti sono un dinosauro e un ragazzino. Tra l'altro l'autore, da ragazzo, è stato un fan dei Power Rangers e afferma di averli seguiti fin dalla trasmissione della prima puntata trasmessa da un network statunitense.
L'impegno nel mercato indie dei fumetti statunitensi lo porta ad essere (agli inizi del secondo decennio degli anni duemila) come lo scrittore più prolifico della casa editrice indipendente Aftershock. Questa gli ha da sempre dato fiducia arrivando a produrre opere in alcuni casi rifiutate da altri editori. Per celebrare l'importanza dell'autore gli dedica (nel dicembre 2020) un volume speciale dal titolo Cullen Bunn: All my little demons - A Complete Series Ominibus. Si tratta di una edizione speciale cartonata che raccoglie alcune delle serie, miniserie e storie singole (finora mai riproposte in una raccolta) che sono tra le più significative prodotte da Bunn per l'editore. Il contenuto contiene le limited-series Brothers Dracul, Dark Ark:After the Flood, Unholy Grail, la graphic novel Witch Hammer, e le due storie autoconclusive Bloodflies e Man, I am Devil, Dude. Quest'ultime tratte dalla serie antologica Shock, rispettivamente nel Vol.1 e Vol.2, finora mai ristampate.

## Opere (parziale)

### Oni Press
- The Damned nn.1-5, Cullen Bunn (testi) - Brian Hurtt (disegni), miniserie (conclusa), ottobre 2006 - febbraio 2007.
- The Damned: Prodigal Son nn.1-3, Cullen Bunn (testi) - Brian Hurtt (disegni), miniserie (conclusa), sequel di The Damned, aprile-agosto 2008.
- The Sixth Gun nn.1-50, Cullen Bunn (testi) - Brian Hurtt & AA.VV. (disegni), serie regolare (conclusa),  luglio 2010 - giugno 2016.
- The Sixth Gun: Sons of the Gun nn.1-5, Cullen Bunn e Brian Hurtt (testi) - Brian Churilla (disegni), miniserie (conclusa), spin-off della serie The Sixth Gun, febbraio-luglio 2013.
- Helheim nn.1-6, Cullen Bunn (testi) - Joëlle Jones (disegni), miniserie (conclusa), marzo-agosto 2013. Raccolta nel formato Trade Paperback (volume brossurato) con il titolo: Helheim - Book 1: The Witch Hour, distribuito a marzo 2014.
- The Sixth Gun: Days of the Dead nn.1-5, Cullen Bunn e Brian Hurtt (testi) - Mike Norton (disegni), miniserie (conclusa), spin-off della serie The Sixth Gun, agosto 2014 - febbraio 2015.
- Brides of Helheim nn.1-6, Cullen Bunn (testi) - Joëlle Jones (disegni), miniserie (conclusa), sequel di Helheim, ottobre 2014 -giugno 2015. L'opera ha debuttato come digital comic il 26 marzo 2014, viene raccolta nel formato Trade Paperback con il titolo: Helheim - Volume Two: Brides of Helheim, distribuito nell'ottobre del 2015.
- Terrible Lizard nn.1-5, Cullen Bunn (testi) - Drew Ross (disegni), miniserie (conclusa), novembre 2014 - marzo 2015.
- The Sixth Gun: Dust to Dust nn.1-3, Cullen Bunn e Brian Hurtt (testi) - Tyler Crook (disegni), miniserie (conclusa), spin-off della serie The Sixth Gun, marzo-aprile 2015.
- Blood Feud nn.1-5, Cullen Bunn (testi) - Drew Moss (disegni), miniserie (conclusa), ottobre 2015 - febbraio 2016.
- The Damned (Vol.2) nn.1-10, Cullen Bunn (testi) - Brian Hurtt (disegni), serie regolare (sospesa), maggio 2017 - giugno 2018.
- Shadow Roads dal n.1, Cullen Bunn e Brian Hurtt (testi) - A.C.Zamudio (disegni), serie regolare (sospesa), spin-off di The Sixth Gun, giugno 2018 - (sospesa con il n.8) giugno 2019. I primi 5 albi sono raccolti nel volume Shadow Roads Volume 1, distribuito a giugno 2019.
- Rogue Planet nn.1-5, Cullen Bunn (testi) - Andy McDonald (disegni), miniserie (conclusa), aprile-settembre 2020.

### Boom!Studios
- The Empty Man nn.1-6, Cullen Bunn (testi) - Vanesa R.Del Ray (disegni), miniserie (conclusa), giugno-dicembre 2014.
- The Unsound nn.1-6, Cullen Bunn (testi) - Jack T.Cole (disegni), miniserie (conclusa), giugno-novembre 2017.
- Bone Parish nn.1-12, Cullen Bunn (testi) - Jonas Scharf (disegni), serie regolare (conclusa), luglio 2018 - agosto 2019.
- The Empty Man (2018) nn.1-8, Cullen Bunn (testi) - Jesus Hervas (disegni), serie regolare (conclusa), sequel della miniserie The Empty Man, novembre 2018 - giugno 2019.
- Basilisk nn.1-12, Cullen Bunn (testi) - Jonas Scharf (disegni), serie regolare (conclusa), 2 giugno 2021 - 5 ottobre 2022.
- Godzilla vs. Mighty Morphin Power Rangers nn.1-5, Cullen Bunn (testi) e Freddie Williams II (disegni), limited-series, Intercompany/Franchise crossover tra Boom!Studios e IDW Publishing (Toho International Inc./Hasbro), distribuito da marzo 2022.
- Ghostlore dal n.1, Cullen Bunn (testi) - Leomacs & AA.VV. (disegni), limited-series di 12 albi, 10 maggio 2023 -in corso.

### DC Comics/Vertigo
- Sinestro nn.1-23, Cullen Bunn (testi) - AA.VV. (disegni), serie regolare "The New 52" (conclusa con il n.23),  giugno 2014 - luglio 2016.
- Lobo (Vol.3) nn.1-13, Cullen Bunn (testi) & AA.VV. (disegni), serie regolare "The New 52" (conclusa col n.13), dicembre 2014 - febbraio 2016.
- Wolf Moon nn.1-6, Cullen Bunn (testi) - Jeremy Haun (disegni), imprint Vertigo, miniserie (conclusa), marzo-luglio 2015.

### Marvel Comics
- Deadpool Kills the Marvel Universe nn.1-4, Cullen Bunn (testi) - Dalibor Talajić (disegni), miniserie settimanale (conclusa), ottobre 2012.
- Wolverine nn.314-317, Cullen Bunn (testi) e Paul Pelletier (matite), 10 ottobre 2012 - 12 dicembre 2012.
- Captain America & Black Widow, in Captain America nn.636-640, Cullen Bunn (testi) e Francesco Francavilla (disegni), serie regolare, novembre 2012 - febbraio 2013.
- Deadpool Killustrated nn.1-4, Cullen Bunn (testi) - Matteo Lolli (matite), miniserie (conclusa),  marzo-giugno 2013.
- Deadpool Kills Deadpool nn.1-4, Cullen Bunn (testi) - Salvador Espin (disegni) - Michael del Mundo (copertine), settembre-dicembre 2013.
- Magneto (Vol.1) nn.1-21, Cullen Bunn (testi) - AA.VV. (disegni), serie regolare (conclusa con il n.21), maggio 2014 - ottobre 2015.
- Drax nn.1-11, Cullen Bunn e CM Punk (testi) & AA.VV. (disegni), serie regolare (conclusa), linea editoriale: All-New, All-Different Marvel, gennaio-novembre 2016.
- Deadpool: Back in Black nn.1-5, Cullen Bunn (testi) e Salvador Espin (disegni), miniserie (conclusa), 5 ottobre 2016 - 14 dicembre 2016.
- X-Men:Blue nn.1-36, Cullen Bunn (testi) - AA.VV. (disegni), serie regolare (conclusa con il n.36), giugno 2017 - novembre 2018.
- Monster Unleashed nn.1-8, Cullen Bunn (testi) & AA.VV. (disegni), serie regolare (conclusa con il n.11), distribuzione del ciclo di storie di Bunn (i primi 8 albi):  19 aprile 2017 - 22 novembre 2017.
- Deadpool Kills the Marvel Universe Again nn.1-5, Cullen Bunn (testi) - Dalibor Talajić e Goran Sudzuka (disegni), miniserie (conclusa), settembre-novembre 2017.
- Journey into Unknown Worlds n.1, Cullen Bunn e Clay McLeod Chapman (testi) - Francesco Manna & AA.VV. (disegni), albo unico (celebrativo per l'80º anniversario della Marvel), 30 gennaio 2019.

### Dark Horse Comics
- Harrow County nn.1-32, Cullen Bunn (testi) - Tyler Croock, Carla Speed McNeil e Hannah Christenson (disegni), serie regolare (conclusa), maggio 2015 - giugno 2018.
- Conan The Slayer nn.1-12, Cullen Bunn (testi) - Sergio Dávila e Dheeraj Verma (disegni), serie regolare (conclusa), luglio 2016 - agosto 2017.
- Manor Black nn.1-4, Cullen Bunn e Brian Hurtt (testi) e Tyler Croock (disegni), miniserie di 4 albi (conclusa), 31 luglio 2019 - 30 ottobre 2019.
- Cyberpunk 2077 nn.1-4, Cullen Bunn (testi) e Miguel Valderrama (disegni), miniserie (conclusa), fumetto basato sul videogioco Cyberpunk 2077, 9 settembre 2020 - 2021.
- Parasomnia dal n.1, Cullen Bunn (testi) e Andrea Mutti (disegni), miniserie (di 4 albi), 30 giugno 2021 - settembre 2021 .
- Tales from Harrow County: Fair Folk nn.1-4, Cullen Bunn e Tyler Croock (testi) - Emily Schnall (disegni), miniserie (di 4 albi),spin-off di Harrow County,  21 luglio 2021 - 20 ottobre 2021.
- Lucky Devil nn.1-4, Cullen Bunn (testi) e Fran Galan (disegni), miniserie (conclusa), 4 agosto 2021 - 3 novembre 2021.

### Monkeybrain Comics
- The Remains nn.1-4, Cullen Bunn (testi) e A.C.Zamudio (disegni), miniserie (conclusa), distribuito in formato digitale ("digital comics"), febbraio-novembre 2014.

### IDW Publishing
- Godzilla: Cataclysm nn.1-5, Cullen Bunn (testi) e Dave Watcher (disegni), miniserie (conclusa), agosto 2014 - dicembre 2014. (edita in Italia da SaldaPress su Godzilla nn.3-5, dicembre 2020 - febbraio 2021).
- Micronauts (Vol.4) nn.1-11, Cullen Bunn & AA.VV. (disegni), serie regolare ispirata alla linea di action-figure Micronauti, (conclusa col n.11), aprile 2016 - marzo 2017.

### Dynamite Entertainment
- The Shadow n.0, Cullen Bunn (testi) - Colton Worley (disegni) - Grabiel Hardman (artista di copertina), albo unico, luglio 2014.
- The Shadow nn.1-5, Cullen Bunn (testi) e Giovanni Timpano (disegni), limited-series (conclusa), agosto-dicembre 2015.
- Voltron: From the Ashes nn.1-6, Cullen Bunn (testi) e Blacky Sheperd (disegni), miniserie (conclusa), settembre 2015 - marzo 2016.
- Vampirella vs. Reanimator nn.1-4, Cullen Bunn (testi) e Blacky Sheperd (disegni), miniserie (conclusa), dicembre 2018 - aprile 2019.

### Image Comics
- Regression nn.1-15, Cullen Bunn (testi) - Danny Luckert (disegni), serie regolare (conclusa), maggio 2017 - gennaio 2019.
- Cold Spots nn.1-5, Cullen Bunn (testi) - Mark Torres (disegni), miniserie (conclusa), agosto-dicembre 2018.
- Unearth nn.1-10, Cullen Bunn e Kyle Straham (testi) - Baldemar Rivas (disegni), serie regolare (conclusa), luglio 2019 - marzo 2021.

### Aftershock Comics
- Unholy Grail nn.1-5, Cullen Bunn (testi) - Mirko Colak (disegni), miniserie (conclusa), luglio-dicembre 2017
- Dark Ark nn.1-15, Cullen Bunn (testi) - Juan Doe (disegni), serie regolare (conclusa), settembre 2017 - marzo 2019.
- Brothers Dracul nn.1-5, Cullen Bunn (testi) - Mirko Colak (disegni), miniserie (conclusa), raccolta in volume con il titolo Brothers Dracul: Blood of the Dragon, aprile-agosto 2018.
- Witch Hammer OGN, Cullen Bunn (testi) - Dalibor Talajic (disegni), graphic novel, 19 dicembre 2018.
- Knights Temporal nn.1-5, Cullen Bunn (testi) - Fran Galan (disegni), miniserie (conclusa), luglio 2019 - gennaio 2020.
- Dark Ark: After the Flood nn.1-5, Cullen Bunn (testi) - Juan Doe e Jesus Hervas (disegni), lilmited-series (conclusa), sequel di Dark Ark, 2 ottobre 2019 - 29 luglio 2020.
- Piecemeal n.1, Cullen Bunn (testi) - Szymon Kudransky (disegni), albo unico, 9 dicembre 2020.
- Eden n.1, Cullen Bunn (testi) - Dalibor Talajić (disegni), albo unico di 48 pp., 5 maggio 2021.
- Phantom on the Scan nn.1-5, Cullen Bunn (testi) e Mark Torres (disegni), miniserie (conclusa), 14 aprile 2021 - 1 settembre 2021.
- The Heathens: Hunters of the Damned nn.1-5, Cullen Bunn e Heath Amodio (testi) - Sami Kivela (disegni), limited-series di 5 albi (conclusa), novembre 2021 - marzo 2022.

### Action Lab Entertainment
- Subspecies nn.1-3, Cullenn Bunn e Jimmy "Jimmyz" Johnston (testi) - Daniel J.Logan (disegni), imprint Full Moon Presents, miniserie (conclusa), marzo-maggio 2018. Gli albi sono stati prima rilasciati in formato digitale e poi distribuiti stampati.

### Valiant Comics
- Punk Mumbo nn.1-5, Cullen Bunn (testi) - Adam Gorham (disegni), miniserie (conclusa), prima serie da protagonista per il personaggio creato da Peter Milligan e Roberto della Torre nel 2013, 24 aprile-agosto 2019.
- Shadowman dal n.1, Cullen Bunn (testi) - Jon Davis-Hunt (disegni), serie regolare, 20 maggio 2020 -in corso.

### AWA
- Byte-Sized dal n.1, Cullen Bunn (testi) e Nelson Blake III (disegni), serie, 9 dicembre 2020 -in corso.

### Vault Comics
- The Last Book You'll Ever Read nn.1-8, Cullen Bunn (testi) e Leila Leiz (disegni), miniserie di 8 albi (conclusa), luglio 2021 - 25 maggio 2022.
- Door to Door, Night by Night, Cullen Bunn (testi) e Sally Canterino (disegni), serie regolare, 16 novembre 2022 -in corso.

## Adattamenti in altri media

### Film
- A fine 2019 la piattaforma streaming a pagamento Netflix ha opzionato la limited-series The Unsound per realizzarne un film da proporre in esclusiva ai suoi abbonati[19]. L'opera a fumetti, di Bunn e Jack T.Cole, è stata pubblicata nel 2017 da Boom!Studios. Si tratta di una storia di genere che è stata definita:«un horror psicologico e surreale che vi farà interrogare sulla vera natura della follia»[19][20]. La trama vede l'infermiera Ashley nel suo nuovo impiego presso un vecchio ospedale psichiatrico dove si ritrova coinvolta in una rivolta dei pazienti, strani avvenimenti con personaggi inquietanti e una fuga in un labirintico e allucinante labirinto situato sotto l'edificio[20]. Il fumetto è acclamato dalla critica e consigliato un must-read per tutti i fan del genere[20]. Netflix annuncia che la regia è affidata a David F. Sandberg reduce dall'inaspettato successo del film Shazam! (del 2019), con protagonista lo storico supereroe Capitan Marvel della DC Comics[19]. Il personaggio è stato ribattezzato Shazam per non creare confusione con personaggi della rivale Marvel Comics. Sandberg non è però stato scelto come regista dell'adattamento per il suo riuscito cinecomic sul supereroe Golden Age. Il cineasta è infatti salito alle luci della ribalta con l'inaspettato successo ottenuto con il film horror Lights Out (del 2016), film a basso costo che ha poi incassato oltre 145 milioni di dollari (a fronte di un budget di 5 milioni)[19]. A questo ha fatto seguito un altro lungometraggio horror quale Annabelle 2: Creation (del 2017), movie spin-off del franchise nato con The Conjuring[19]. Il soggetto del film The Unsound (quarto lungometraggio per Sandberg) è affidato a Skylar James[19]. Sandenberg, insieme a Lotta Losten produce il film attraverso la sua neonata compagnia Mangata[19].